# Arelaune-en-Seine
Arelaune-en-Seine – gmina we Francji, w regionie Normandia, w departamencie Sekwana Nadmorska. W 2013 roku liczba ludności wynosiła 2599 mieszkańców. 
Gmina została utworzona 1 stycznia 2016 roku z połączenia dwóch ówczesnych gmin: La Mailleraye-sur-Seine oraz Saint-Nicolas-de-Bliquetuit. Siedzibą gminy została miejscowość La Mailleraye-sur-Seine.